# Bob Fitzsimmons
Bob Fitzsimmons, eigentl. Robert James Fitzsimmons, (* 26. Mai 1863 in Helston, Cornwall; † 22. Oktober 1917 in Chicago, Cook County, Illinois) war ein britischer Boxer und Weltmeister im Mittel-, Halbschwer- und Schwergewicht.

## Leben
Die Familie des damals neunjährigen Fitzsimmons wanderte nach Neuseeland aus und siedelte sich in Timaru an. Im Betrieb seines Bruders erlernte er das Schmiedehandwerk, wodurch er einen überaus kräftigen Oberkörper entwickelte, seine Beine sollen im Vergleich dazu hingegen spindeldürr gewesen sein.
Seinen ersten Weltmeistertitel errang Fitzsimmons am 14. Januar 1891 im Mittelgewicht in einem Kampf in New Orleans gegen den Iren Jack Dempsey. Er siegte durch K. o. in der dreizehnten Runde.
Den Schwergewichtstitel gewann er am 17. März 1897 gegen Jim Corbett in Carson City, Nevada durch K. o. in der vierzehnten Runde. Die Begegnung mit Corbett ist einer der frühsten Boxkämpfe, von denen es Filmaufzeichnungen gibt. Nach heutigem Maßstab war Fitzsimmons mit einem Gewicht von 76 kg ein Supermittelgewichtler und gewann seine Kämpfe häufig durch Körpertreffer.
Am 9. Juni 1899 verlor er in Brooklyn, New York die Weltmeisterschaft in der ersten Titelverteidigung an Jim Jeffries, als er in der elften Runde zu Boden ging und ausgezählt wurde.
Als erstem Boxer gelang es ihm dann am 25. November 1903 in San Francisco durch einen Punktsieg gegen George Gardiner auch noch den Halbschwergewichtstitel zu gewinnen. Fitzsimmons war mittlerweile vierzig Jahre alt.
Seinen letzten großen Kampf bestritt er mit 46 Jahren am 27. Dezember 1909 gegen Bill Lang in Sydney um den australischen Schwergewichtstitel, unterlag aber durch K. o. in der zwölften Runde.
1990 fand Fitzsimmons Aufnahme in die International Boxing Hall of Fame.